# 小島範一郎
小島 範一郎（こじま はんいちろう、1852年（嘉永5年） - 1910年（明治43年））は、明治期の司法官僚、実業家。正七位。

## 経歴
広島藩士小島岩之進の長男。身体が虚弱であったため武術を修めたのち、広島藩学問所（現：修道中学校・高等学校）にて学び、のちに学問所句読師も務めた。当時15歳で元服するところを13歳で元服している。医学門所を経て1873年（明治6年）慶應義塾に学ぶ。1873年（明治6年）広島県庁に入る。1877年（明治10年）司法省出仕を命ぜられ広島裁判所山口支庁で民事を担当。1880年（明治13年）興芸西社を興す。1886年（明治19年）広島県御調世羅郡長に就任。1891年（明治24年）兵庫県川辺郡長に就任し3年間務め病気のため辞職。1900年（明治33年）芸備立憲政友会幹事。その後実業界に転じ、大日本軌道取締役など数社の重役、広島市名誉参事会員、旧制修道中学校理事などを歴任した。